# Loudi Stolker-Nanninga
L.E. (Loudi) Stolker-Nanninga (1946) is een Nederlands politicus van de PvdA.
Ze is bouwkundig ingenieur maar was aan het einde van haar loopbaan vooral politiek actief. Van 1978 tot 1995 was ze lid van de Provinciale Staten van Zuid-Holland en van 1987 tot 1995 was ze daar ook gedeputeerde met onder andere ruimtelijke ordening in haar portefeuille. Vanaf mei 1993 werd Stolker-Nanninga bijna een jaar lang als gedeputeerde vervangen door haar partijgenoot Jaap Wolf vanwege een ernstige en levensbedreigende ziekte. In 1997 was ze waarnemend burgemeester van Brielle en ook daarna is Stolker-Nanninga nog enkele keren waarnemend burgemeester geweest: Boskoop (1998), Maasland (2000-2002), Ter Aar (2003-2004) en Leerdam (2005).